# Doomster Reich
Doomster Reich ist eine 2014 gegründete Stoner-Doom-Band aus Łódź.

## Geschichte
Doomster Reich wurde 2014 in Łódź von Sänger und Schlagzeuger Rasz gemeinsam mit den Gitarristen Jakub Walens und Wojciech Piekarniak und dem Bassisten Radosław Wojciechowski gegründet. Nachdem Piekarniak die Band 2014 verlassen hatte, übernahm Rasz zum Schlagzeug und Gesang ebenfalls die zweite Gitarre. In den ersten Jahren veröffentlichte die Gruppe mit The League for Mental Distillation 2014 über The End of Time Records ein Album und mit Let Us Fall 2015 im Selbstverlag eine EP. Beide Veröffentlichungen wurden international gering beachtet, zumeist jedoch positiv besprochen wurden. Indes trat die Gruppe 2015 erstmals in ihrer Heimatstadt auf.
Im Januar 2017 erschien mit Seven Seals eine weitere EP, die ebenso wie Let Us Fall ausschließlich als Download via Bandcamp im Selbstverlag veröffentlicht wurde. Auftritte fanden weiterhin nur sporadisch und im kleinen Rahmen statt, so unter anderem eine regionale Tournee mit Hellvoid und Cowshed. Allerdings schloss die Band einen Vertrag mit dem britischen Independent-Label Aesthetic Death Records über die Veröffentlichung des zweiten Albums Drug Magick ab. Das Album erschien im Oktober 2017 und wurde international beachtet und anerkannt. Das nachfolgende dritte Studioalbum How High Fly the Vultures erschien 2018 erneut als Download im Selbstverlag. Trotz des Kritikererfolges des vorausgegangenen Albums blieb eine internationale Beachtung für How High Fly the Vultures aus.

## Stil
Der von Doomster Reich gespielte Stil wird als Doom Metal und Stoner Doom beschrieben. Die präsentierte Musik wird hinzukommend mit jener von populären Genregrößen wie Black Sabbath, Saint Vitus, Bedemon, Pentagram, Candlemass, Bongzilla und Electric Wizard verglichen.
Die Musik wird als Gitarrendominierter Doom Metal den „[a]usgezeichnete Grooves“ mit „dreckigen Riffs [und] spacigen Vibes“ hervorheben beschrieben. Das im Zentrum der meisten Rezensionen stehende Gitarrenspiel wird mitunter als „brutal und brachial“ mit häufiger Nutzung des Wah-Wah-Effektes bezeichnet. Der Gesang hingegen agiere sphärisch, verhallend und schwingend, während die Rhythmusinstrumente E-Bass und Schlagzeug vorantreibend und mitziehend der Musik ihre „Struktur und Form“ beschere.

## Diskografie
- 2014: The League for Mental Distillation (Album, The End of Time Records)
- 2015: Let Us Fall (EP, Selbstverlag)
- 2017: Seven Seals (EP, Selbstverlag)
- 2017: Drug Magick (Album, Aesthetic Death)
- 2018: How High Fly the Vultures (Album, Selbstverlag)